# گیاه‌پارچ مویچه
گیاه‌پارچ مویچه (نام علمی: Nepenthes hispida)، یک گونه از سرده گیاه‌پارچ‌ها و بومی بورنئو است. تنها از پارک ملی لمبیر هیلز (Lambir Hills National Park) و مناطق اطراف آن با قطعیت شناخته شده است. گیاه‌پارچ مویچه به‌عنوان وابسته به حفاظت در فهرست سرخ آی‌یوسی‌ان ۲۰۰۶ از گونه‌های در معرض خطر قرار گرفته است. در طبیعت، گیاه‌پارچ مویچه تنها به‌عنوان دورگه با گیاه‌پارچ رینوارت شناخته شده است.

## شرح

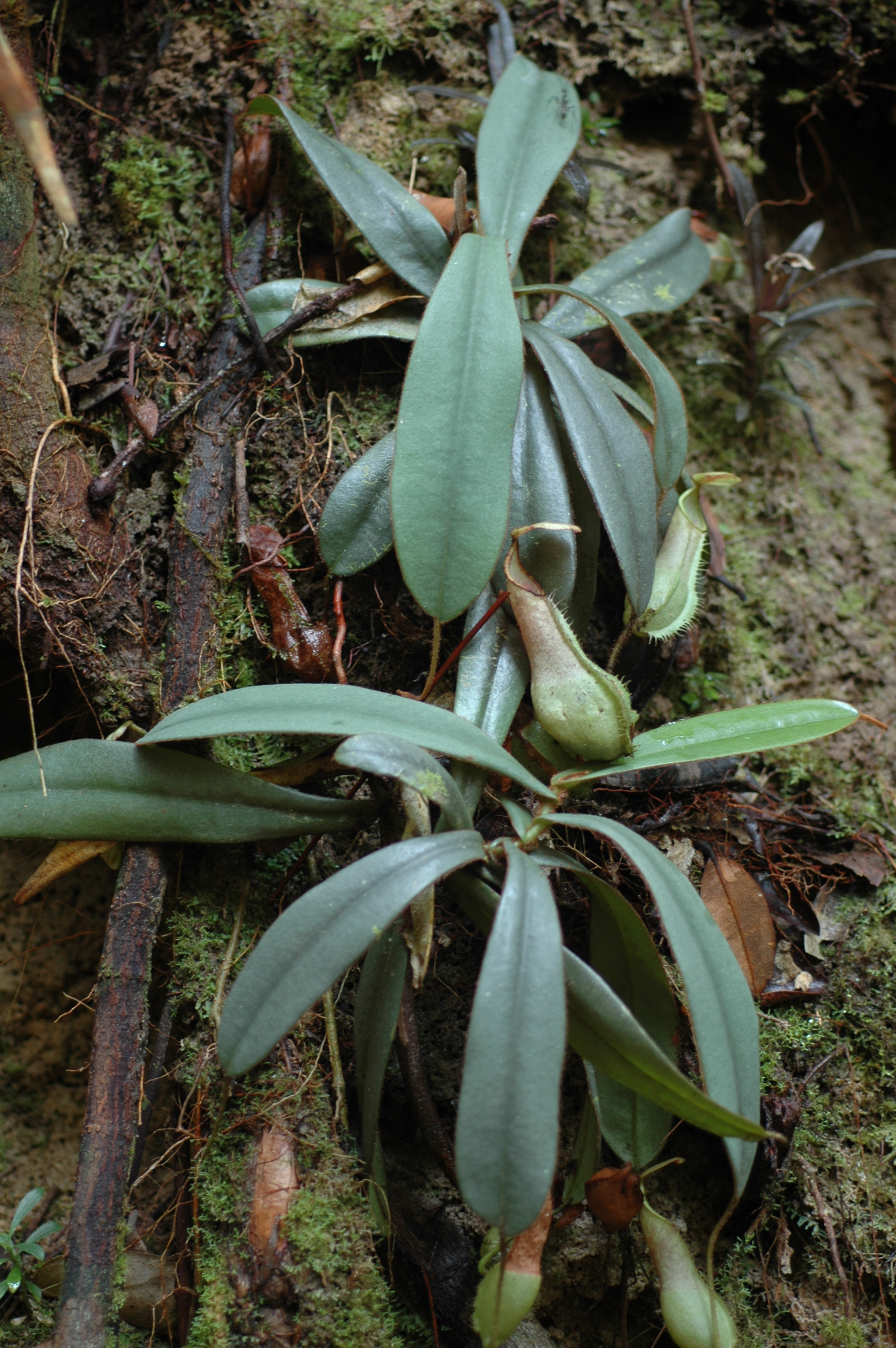
گیاهان رزت با پارچ‌های پایینی

ساقه گیاه‌پارچ مویچه تا ۶ متر طول و ۶ میلی‌متر قطر رشد می‌کند. طول میانگره‌های استوانه ای تا ۱۵ سانتی‌متر است. برگ‌ها از نظر بافت بدون ضایعات و کوره‌ای هستند. ورقه از نظر ریخت‌شناسی مستطیلی است و می‌تواند تا ۲۸ سانتی‌متر طول و ۴ سانتی‌متر عرض داشته باشد. راس لایه نازک و منفرد و اغلب نابرابر است. قاعده برگ ضعیف، آمپلکسیکال و اغلب جریان‌دار است. سه رگه طولی در امتداد لایه در هر طرف از میانی قرار دارند. رگه‌های پنتی نامشخص هستند. طول پیچک‌ها به ۱۵ سانتی‌متر می‌رسد.
پارچ‌های گیاه‌پارچ مویچه به‌ندرت بیش از ۱۵ سانتی‌متر ارتفاع و ۸ سانتی‌متر عرض دارند. در قسمت‌های پایین بیضی و در قسمت‌های فوقانی زیر استوانه‌ای هستند. پارچ‌های هوایی یا بالایی نسبت به پارچ‌های پایینی یا زمینی بیشتر استوانه‌ای هستند. دو بال حاشیه‌دار به عرض ۳ میلی‌متر از جلوی پارچ‌ها می‌گذرد. این بال‌ها اغلب در پارچ‌های بالایی وجود ندارند. دهانه یا دهانه پارچ بیضی شکل و مایل است. پریستوم گرد و تا ۱۲ میلی‌متر عرض دارد. دریچه یا کلاهک بیضی شکل است. یک خار بدون انشعاب به طول تا ۵ میلی‌متر در پایه درپوش قرار می‌گیرد.
گیاه‌پارچ مویچه دارای گل‌آذین خوشه‌افشان است. دمگل تا ۵ سانتی‌متر طول و ۱٫۵ سانتی‌متر ضخامت دارد. راشیس ضعیف است و ممکن است به طول ۱۰ سانتی‌متر برسد. دمگل‌های جزئی که تا ۸ میلی‌متر طول دارند فقط در پایه دو گل هستند و در غیر این صورت یک گل هستند. کاسبرگ‌ها بیضی شکل و تا ۴ میلی‌متر طول دارند. گل آذین نر و ماده ساختاری مشابه دارند.[۳] توده‌ای بسیار متراکم از کرک‌های خاکستری مایل به ارغوانی، ساقه را پوشانده است. پوشش پراکنده‌تری از موهای کوتاهتر روی گل‌آذین وجود دارد. موهای سطح برگها ظاهراً کادوس (caducous) هستند یا در مراحل اولیه رشد می‌ریزند.

## پراکندگی و زیستگاه
در کتاب گیاه‌پارچ‌های بورنئو (Nepenthes of Borneo)، چارلز کلارک می‌نویسد: «گیاه‌پارچ مویچه از تعدادی از محلات در شمال ساراواک و برونئی جمع‌آوری شده است، جایی که توزیع آن با گیاه‌پارچ پشمالو همپوشانی دارد».
با این حال، در گیاهان پارچی ساراواک (List of Nepenthes literature) کلارک و چن‌لی (Ch%27ien Lee) می‌گویند: «مشاهدات اخیر جمعیت گیاه‌پارچ پشمالو در سراسر ساراواک نشان می‌دهد که تنوع ریخت‌شناسی در این گونه بسیار بیشتر از آنچه قبلاً فرض شده است. بر این اساس، تنها گیاهانی که در اینجا با گیاه‌پارچ مویچه برابری می‌کنند گیاهان منطقه تپه‌های لامبیر هستند».
گیاه‌پارچ مویچه در جنگل‌های سایه‌دار کرانگاس (Kerangas forest) روی پشته‌های ماسه‌سنگ شیب‌دار رشد می‌کند و اغلب با نخل‌های برتام (Eugeissona) همدل است. این گونه در ارتفاعات ۱۰۰ تا ۸۰۰ متری وجود دارد.

## طبقه‌بندی

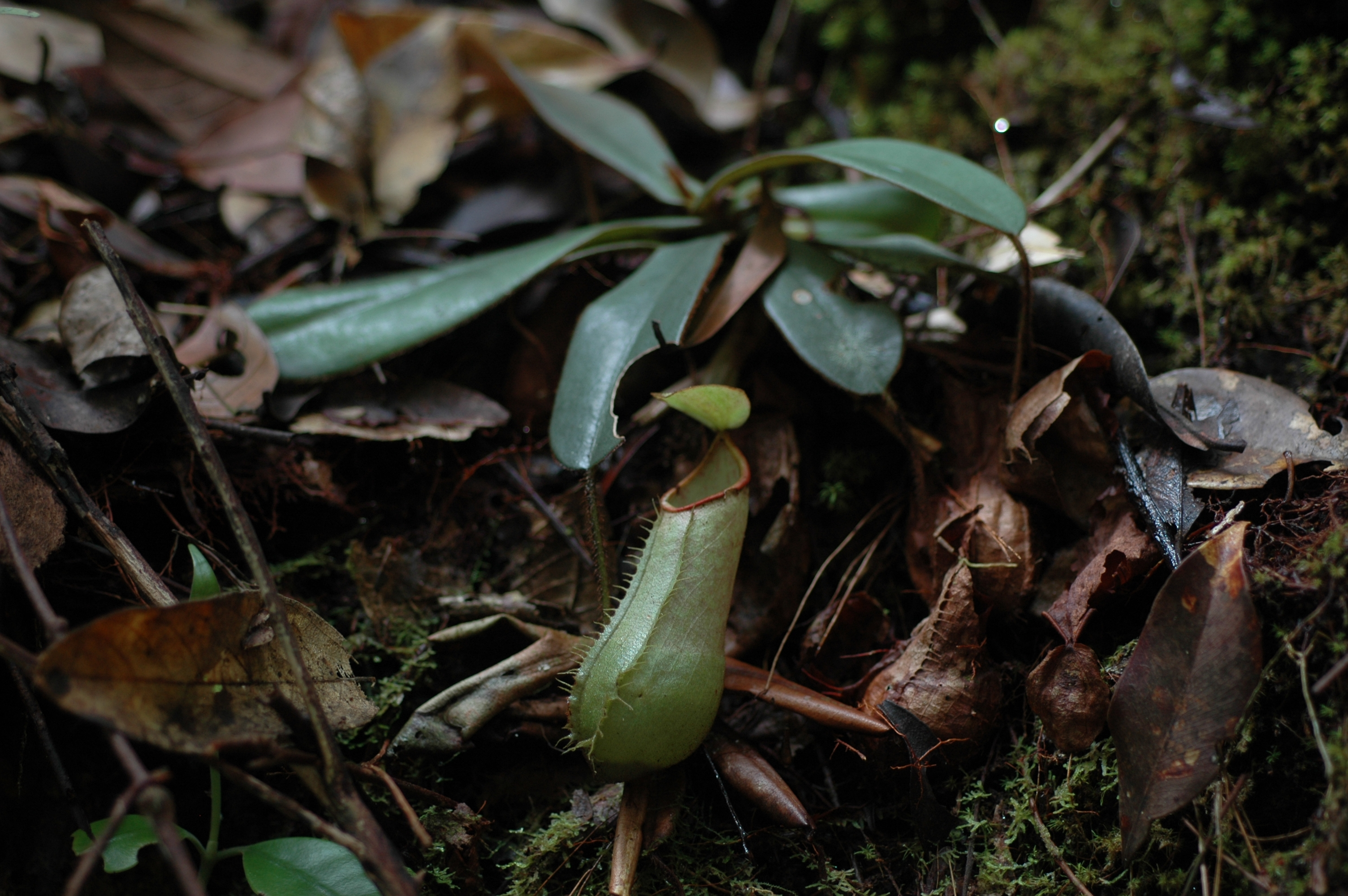
یک گیاه رزت جوان

گیاه‌پارچ مویچه شباهت بسیار نزدیکی به گیاه‌پارچ پشمالو دارد و برخی از آرایه‌شناسان وضعیت آن را به‌عنوان یک گونه جداگانه به چالش می‌کشند. همچنین شبیه گیاه‌پارچ بزرگ‌هموند است که در چندین جنبه ریخت‌شناسی پارچ و برگ با آن تفاوت دارد. بی.اچ. دانسر در تک‌نگاشت سال ۱۹۲۸ خود با عنوان گیاه‌پارچیان هند شرقی هلند (Nepenthaceae of the Netherlands Indies" N. hispida) گیاه‌پارچ مویچه را به مترادف گیاه‌پارچ پشمالو تقلیل داد و نوشت: "گیاه‌پارچ مویچه در میان مترادف‌های [گیاه‌پارچ پشمالو] به اعتبار مکفارلن
(Macfarlane) قرار می‌گیرد. هر چند که شرح، نظر دیگری می‌دهد».
متیو جب (Matthew Jebb) و مارتین چیک (Martin Cheek) گیاه‌پارچ مویچه را در سال ۱۹۹۷ به وضعیت گونه بازگرداندند و پایه برگ و موی‌جامه را به‌عنوان ویژگی‌های مهمی که آن را از گیاه‌پارچ پشمالو متمایز می‌کند ذکر کردند. پیشنهاد شده است که گیاه‌پارچ پشمالو و گیاه‌پارچ مویچه گونه‌های افراطی از یک گونه هستند، زیرا بین هر دو گونه وجود دارد.[۱]
متیو جب و مارتین چیک پیشنهاد می‌کنند که گیاه‌پارچ مویچه مربوط به گیاه‌پارچ فیلیپینی، گونه‌ای بومی پالاوان در فیلیپین است.
آرایه‌شناس، یان شلاور (Jan Schlauer) در پایگاه داده گیاهان گوشت‌خوار خود، گیاه‌پارچ مویچه را مترادف گیاه‌پارچ پشمالو می‌داند.